# Nego Quirido
Juventino João dos Santos Machado, mais conhecido como Nego Quirido, ou Nego Querido, foi um sambista e dirigente carnavalesco de Florianópolis. Fundador da Copa Lord, dá seu nome ao sambódromo da capital catarinense, a Passarela Nego Quirido.